# Dolça I de Lleó
Dolça I de Lleó, també anomenada Aldonça (ca. 1195 - Lorvao, Portugal, ca. 1245) fou reina de iure de Lleó (1230).

## Orígens familiars
Dolça era filla d'Alfons IX de Lleó i la seva primera muller, Teresa de Portugal, filla del rei de Portugal Sanç I. D'aquest matrimoni també en va néixer Sança II de Lleó i l'infant Ferran, mort el 1214.
El 1230 a la mort del seu pare, Alfons IX de Lléo, ella i la seva germana Sança II van heretar el Regne de Lleó. Però ben aviat, el seu germanastre Ferran III de Castella va ambicionar el regne i gràcies a les arts diplomàtiques de la seva mare, Berenguera de Castella, aconseguí apoderar-se'n.
Així, gràcies al Pacte de Terceries va aconseguir la renúncia de les seves germanes al títol de reina a canvi d'una bona quantitat de diners i de certs privilegis per a elles.
A partir de 1231 Dolça I es va retirar al monestir de Lorvao, juntament amb la seva mare Teresa de Portugal, on moriria prop de 1245.